# Codi ATC P
El  codi ATC P, descrit com Productes antiparasitaris, insecticides i repel·lents, és una secció de l'Anatomical, Therapeutic, Chemical Classification System (ATC). La classificació ATC és un sistema de codis alfanumèric desenvolupat per l'Organització Mundial de la Salut (OMS) per als fàrmacs i altres productes sanitaris.

Els codis per a ús veterinari (codis ATCvet) poden han estat creats afegint la lletra Q davant dels codis ATC humans: QP... 
Les adaptacions estatals de la classificació ATC poden incloure codis addicionals no presents en aquesta llista, que segueix la versió de l'OMS.

## P01 Antiprotozoaris
| P01A Agents contra l'amebiasi i altres malalties per protozoaris. | |
| P01AA Derivats de l'hidroxiquinolina.                             | P01AA01 Broxiquinolina P01AA02 Clioquinol P01AA04 Clorquinaldol P01AA05 Tilbroquinol P01AA52 Clioquinol, combinacions                   |
| P01AB Derivats del nitroimidazol.                                 | P01AB01 Metronidazole P01AB02 Tinidazole P01AB03 Ornidazol P01AB04 Azanidazol P01AB05 Propenidazol P01AB06 Nimorazol P01AB07 Secnidazol |